# Empoasca tolinda
Empoasca tolinda är en insektsart som beskrevs av Delong och Guevara 1954. Empoasca tolinda ingår i släktet Empoasca och familjen dvärgstritar. Inga underarter finns listade i Catalogue of Life.